# Michael Tonge

Michael William Tonge, född 7 april 1983 i Manchester, är en engelsk professionell fotbollsspelare och mittfältare som spelar i Leeds United.
Tonge växte upp i Leigh och började sin karriär som fotbollsspelare i Manchester United, men flyttade till Sheffield United vid sexton års ålder. Han har spelat för bland andra Sheffield United, Preston North End, Derby County och Stoke City i Premier League då han köptes av Leeds under transferfönstret i januari 2013 efter några månader som inlånad till klubben.
Han har dessutom representerat England i Englands U21.